# Лозовеньковский сельский совет
Лозовеньковский сельский совет — входит в состав Балаклейского района Харьковской области Украины.
Административный центр сельского совета находится в селе Лозовенька .

## История
- 1730 — дата образования.

## Населённые пункты совета
- село Лозовенька
- село Вольное
- село Новая Серпуховка